# 헤더 히스콕스
헤더 히스콕스(영어: Heather Hiscox, 1965년 11월 18일 출생)는 캐나다인 뉴스 앵커로, 평일 오전 6시부터 10시까지 CBC 뉴스 네트워크에서 방영되는 헤더 히스콕스의 CBC 모닝 라이브의 현재 진행자이다. 그녀는 또한 2009년 네트워크가 리브랜딩되면서 CBC 뉴스 나우의 일부가 된 CBC의 이전 대표 아침 텔레비전 프로그램인 CBC 뉴스: 모닝을 진행하기도 했다.
2025년 6월, 히스콕스는 11월에 그녀의 쇼 진행 20주년을 기념하는 모닝 라이브의 특별판 이후 가을에 CBC에서 은퇴할 것이라고 발표했다.

## 경력
히스콕스는 온타리오주 오언사운드에서 태어나 의료인 가정에서 자랐다. 그녀는 1986년 토론토 대학교에서 프랑스어 및 문학 학사 학위를, 1987년 웨스턴온타리오 대학교에서 저널리즘 석사 학위를 취득했다. 그녀는 이전에 CFPL-TV, CBC 몬트리올, 글로벌 텔레비전 네트워크, ASN, 해밀턴의 CHCH에서 일했으며, 이후 네트워크 수준에서 CBC로 돌아왔다. 그녀는 또한 1990년부터 1991년까지 런던, 온타리오주의 1290 CJBK에서 스티브 개리슨과 함께 아침 쇼를 공동 진행했다. 1988년부터 89년까지 그녀는 런던의 록 FM96 CFPL-FM에서 오후 드라이브 및 저녁을 포함한 다양한 라디오 교대 근무를 했다. 그녀는 고향인 오언사운드의 라디오 방송국 CFOS/CFPS에서 방송 경력을 시작했다. 1997년, 그녀는 "헤더 히스콕스의 숨겨진 휴일 은신처"라는 제목의 특집의 일부로 CIQC AM 600 몬트리올 프로그램인 트래블 월드에 출연했다.
히스콕스는 16세였던 1981년에 미스 틴 캐나다 미인 대회에서 우승했다. 그녀는 심장 외과의사인 마틴 골드바흐와 결혼했다.
틀:S-hon
| 이전 클라라 진 하워드 | 미스 틴 캐나다 1981 {{{years}}} | 이후 에밀리 서틱 |